# Harald André
Harald André, född 14 juni 1879 i Motala, död 18 september 1975, var en svensk musiker, regissör, publicist och operachef. 

## Biografi
Harald André var son till affärsmannen John Andersson, kallad Motalakungen. Han växte upp i Motala och blev student vid Uppsala universitet 1898, för att därefter bedriva studier i pianospel och musikhistoria vid universitetet och konservatoriet i Leipzig 1900-1903 samt vid Sternska konservatoriet i Berlin 1904-1905. Han verkade som pianist och repetitör i Berlin 1905-1907 och som förste regissör vid Kungliga Teatern i Stockholm 1907-1908. Han var musikkritiker fram till 1907 i Svenska Dagbladet, likaså i Stockholms Dagblad 1908-1910 och fortsatte som regissör vid Kungliga Teatern i Stockholm 1910-1924, en tjänst han överlät till John Forsell.
Därefter sadlade han om och sålde dammsugare för Axel Wenner-Gren, med anställning som inspektör för Elektrolux i Tyskland. Åren 1926-1928 tjänstgjorde han som chefredaktör, men nu för Stockholms Dagblad och 1932 återvände han till Kungliga Teatern, men verkade samtidigt som chefredaktör på tidningen Nya Dagligt Allehanda. Under en längre tid var han fast anställd som regissör på Kungliga Teatern, där han också var chef 1939-1949. Hans efterträdare blev samma år Joel Berglund.
Med sin rika konstnärliga fantasi, sin stora fackkunskap, sin säkra smak och sitt goda omdöme samt inte minst på grund av en enastående arbetsförmåga var André den på vilken en betydande del av den konstnärliga verksamheten vid Operan vilade under 1930- och 1940-talen.
Harald André är begravd på Skogskyrkogården i Stockholm.

## Uppsättningar i urval
Källa:
- Trollflöjten,
- Hugenotterna,
- Parsifal,
- Don Carlos,
- Den stumma från Portici,
- Hoffmans äventyr,
- Thaïs,
- Macbeth,
- Marouf,
- Mefistofeles,
- Carmen,
- Simson och Delila,
- Furst Igor,
- Salome.

## Utmärkelser
- Tyska örnens orden

[Redigera Wikidata]